# آگلومرا

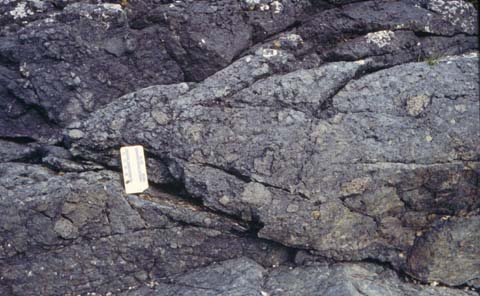
سنگ آگلومرا

آگلومِرا یا کلوخه (به انگلیسی: agglomerate) توده‌ای از قطعات گدازهٔ آتشفشانی که از طریق انفجار آتشفشانی ایجاد می‌شود. قطعات مربوط معمولاً زاویه دارند و جوش آتشفشانی از این جهت با خاکستر آتشفشانی فرق دارد و اندازهٔ آن بزرگ‌تر است.